# Santuário do Senhor do Socorro
O Santuário do Senhor do Socorro é um santuário situado em Labruja, no município de Ponte de Lima. Situa-se no alto de uma colina e é constituído por uma escadaria monumental e igreja de estilo barroco. A construção da igreja teve início em 1773. Em 1977 foi classificado como Imóvel de Interesse Público.
No santuário realiza-se anualmente a Festa do Senhor do Socorro, uma das principais romarias da região. O momento mais significativo da festa é a procissão e peregrinação ao santuário.